# Digitalt certifikat
Et digitalt certifikat er en slags elektronisk legitimation. Et digitalt certifikat kan udstedes til en person, en organisation, et computerprogram, eller en ting der har en unik identitet. Et digitalt certifikation indeholder blandt andet oplysninger om hvem der har udsendt certifitikatet og hvem det identificere men det indeholder også en offentlig kryperingsnøgle.